# Ranzenburg
Die Ranzenburg ist eine abgegangene Burg am westlichen Rand des Stadtteils Neufra der Stadt Riedlingen im Landkreis Biberach in Baden-Württemberg.
Die von den Herren von Neufra erbaute Burg wurde Ende des 12. Jahrhunderts erwähnt und war 1405 bereits zerstört. Ehemalige Besitzer waren auch die Herren von Wichsler. Von der ehemaligen Burganlage ist nichts erhalten.